# 有奈めぐみ
有奈 めぐみ（ありな めぐみ 1978年11月30日 - ）は、日本のAV女優。
AV・水商売界隈では「伝説のヤリマン」として認知されている。

## 来歴
戦国武将真田幸村の末裔。父親の母、つまり祖母が真田の末裔である。父母は学習院の同級生で恋愛結婚。父は建設会社の社長、母は専業主婦。祖父は東大の名誉教授だった。
小さい頃は「庶民と話さなくていい」と言われ育つ。学習院初等科卒業。学習院女子中等科で金髪にしたため自主退学。初体験は15歳で、他校の同級生とだった。
自主退学になり、中等科から高等科へ進学ができなかったことを父親は恥として母親に「お前の育て方が悪い!」と離婚届を叩きつけ、有奈の誕生日に離婚の話が進み、兄の誕生日に離婚届が提出された。
親権は兄と共に母が持つ。兄は大学進学してから母に暴力を振るうようになる。兄が母を刺したため精神病院に入院し、兄と母の入院費を工面するため風俗で働き始める。後に兄は自殺する。
高校を卒業した日に駅のゴミ箱に制服を捨てて風俗の面接に行く。風俗で不細工なのにセックスが上手な客と当たったことから誰とでもセックスをするようになる。
2014年、脳梗塞で倒れる。
2022年時点では経験人数3万人を記録している。ただ、AV女優として長く活動していたため名前がある程度売れ、また年を取って体力的な問題が出たため、往年よりは気軽に性的関係を結ぶことは減った。また、新宿・歌舞伎町の「スナック・ヤリマン」に勤務している。

## 作品
2016年
- 爆乳パイパンママ M息子たちの赤ちゃんプレイ願望 圧巻の豊満ボディー！癒し系ママ めぐみさん 38歳 Kカップ(120cm)（3月28日、マザー）

その他
- 映画『YARIMAN HUNTER(ヤリマンハンター)』（2022年11月25日公開、企画・原案:横須賀歌麻呂） - R-18指定[6][7][8]